# 三船敏郎シリーズ
『三船敏郎シリーズ』（みふねとしろうシリーズ）は、1968年4月27日から同年9月21日まで日本テレビ系列局で放送されていた日本テレビ製作の映画番組である。全11回。放送時間は毎週土曜 20:00 - 21:26 （日本標準時）。

## 解説
プロ野球ナイター中継の雨傘番組として編成されていた番組で、毎回三船敏郎の主演映画を放送していた。あくまでも雨傘扱いなので当初は月に1 - 2回程度の放送に留まっていたが、同年8月以降はナイターの雨天中止が多くなったことから放送回数が増えた。

## 放送作品一覧
▲マークのある作品は、ナイター中継の雨天中止によって放送に至ったもの。
| 回 | 放送日 （1968年） | 放送作品                   | 備考                  |
| -- | ----------------- | -------------------------- | --------------------- |
| 1  | 4月27日           | どぶろくの辰               |                       |
| 2  | 5月11日           | 大坂城物語                 |                       |
| 3  | 6月15日           | ならず者▲                  |                       |
| 4  | 7月6日            | 戦国群盗伝                 |                       |
| 5  | 7月27日           | 国定忠治                   |                       |
| 6  | 8月3日            | 男の中の男                 |                       |
| 7  | 8月10日           | ならず者▲                  | 6月15日放送分の再放送 |
| 8  | 8月31日           | 荒木又衛右門 決闘鍵屋の辻▲ |                       |
| 9  | 9月7日            | 或る剣豪の生涯             |                       |
| 10 | 9月14日           | 男性No.1▲                  |                       |
| 11 | 9月21日           | 決闘巌流島                 |                       |

参考：『朝日新聞』朝日新聞社、1968年4月27日 - 同年9月21日付のラジオ・テレビ欄。